# Socialstyrelsen (Finland)
Socialstyrelsen var ett 1968 inrättat centralt ämbetsverk i Finland, vilket var underställt social- och hälsovårdsministeriet. Socialstyrelsen sammanslogs 1991 med Medicinalstyrelsen till social- och hälsostyrelsen, vilken året därpå uppgick i Forsknings- och utvecklingscentralen för social- och hälsovården, vilken 2009 uppgick i Institutet för hälsa och välfärd.
En tidigare finländsk socialstyrelse, underställd det dåvarande socialministeriet, inrättades 1918 och avskaffades den 1 januari 1923, varvid dess åligganden överfördes på socialministeriet.

## Chefer

### Fattigvårdsinspektörer
- Gustaf Adolf Helsingius 1889–1915
- O. W. Louhivuori 1915–1917
- Väinö Juusela 1917

### Överdirektörer
- Einar Böök 1917–1922

### Generaldirektörer
- Alli Lahtinen 1968–1976
- Margit Eskman 1976–1984
- Vappu Taipale 1984–1991